# .it
.it — в Інтернеті, національний домен верхнього рівня (ccTLD) для Італії.
На третій квартал 2020 року на ньому зареєстровано 3.3 млн доменних імен. Входить у десятку найбільших національних доменів. 

## Домени 2-го та 3-го рівнів
У цьому національному домені нараховується близько 1,200,000.000 вебсторінок (станом на квітень 2013 року).
Використовуються та приймають реєстрації доменів 3-го рівня такі доменні суфікси (відповідно, існують такі домени 2-го рівня):
| Суфікс   | Регламентовані користувачі          |
| .co.it   | Комерційні установи, корпорації     |
| .gov.it  | Державні та урядові установи        |
| .info.it | Вебмайданчики інформаційного змісту |
| .name.it | Родини, приватні особи              |
| .or.it   | Неприбуткові, неурядові організації |
| .web.it  | Вебмайданчики                       |